# Automatyczny sygnalizator skażeń
Automatyczny sygnalizator skażeń – przyrząd służący do wykrywania i sygnalizowania skażeń chemicznych. Istnieją automatyczne sygnalizatory skażeń wykrywające jednocześnie skażenia chemiczne i promieniotwórcze.

## Automatyczne sygnalizatory skażeń w Wojsku Polskim
Po zakończeniu II wojny światowej jedynym przyrządem rozpoznania skażeń był przyrząd rozpoznania chemicznego PChR-32, na początku lat 50.XX w. zastępowany przez nowszy PChR-46. Przyrządy te stwarzały ograniczone i zbyt wolne możliwości rozpoznawcze.  W związku z tym powstało zapotrzebowanie na aparaturę rozpoznawczą, która by automatycznie wykrywała obecność bojowych środków trujących i sygnalizowała ich obecność. Pod koniec lat 50. XX w. w wyposażeniu pododdziałów rozpoznawczych wojsk chemicznych znalazły się automatyczne sygnalizatory skażeń. Był to duży postęp technologiczny w dziedzinie rozpoznawania chemicznego. Pojawiła się możliwość automatyzacji procesów pomiarowych oraz budowy zintegrowanych sieci wykrywania i alarmowania o skażeniach fosforoorganicznymi środkami trującymi. Pierwszym automatycznym sygnalizatorem skażeń wprowadzonym do wyposażenia Wojska Polskiego był automatyczny sygnalizator skażeń GSP-1.